# Marianca de Jos, Ștefan Vodă
Marianca de Jos este un sat din raionul Ștefan Vodă, Republica Moldova.

## Demografie

### Structura etnică
Structura etnică a localității conform recensământului populației din 2004:
| Grup etnic                                               | Populație | % Procentaj  |
| -------------------------------------------------------- | --------- | ------------ |
| Băștinași declarați Moldoveni Băștinași declarați Români | 559 2     | 97,90% 0,35% |
| Ruși                                                     | 8         | 1,40%        |
| Ucraineni                                                | 2         | 0,35%        |
| Total                                                    | 571       |              |

## Administrație și politică
Componența Consiliului local Marianca de Jos (9 consilieri), ales la 5 noiembrie 2023, este următoarea:
|  | Partid                           | Consilieri | Componență | Componență | Componență | Componență | Componență | Componență | Componență | Componență | Componență |
|  | -------------------------------- | ---------- | ---------- | ---------- | ---------- | ---------- | ---------- | ---------- | ---------- | ---------- | ---------- |
|  | Partidul Acțiune și Solidaritate | 9          |            |            |            |            |            |            |            |            |            |